# Molí del riu Boix
El Molí del riu Boix és una obra de Bellprat (Anoia) inclosa a l'Inventari del Patrimoni Arquitectònic de Catalunya.

## Descripció
Queda una paret en peu i s'aprecia el que havia estat una bassa i el seu cacau.

## Història
Es troba a l'esquerra del riu Boix, que és l'afluent del riu Gaià i prop de la confluència dels municipis de Bell prat i Santa Perpètua i a la partió de les comarques Anoia i Conca de Barberà i de les províncies de Barcelona i Tarragona.